# 伊豆オルゴール館
伊豆オルゴール館（いずオルゴールかん）は、静岡県伊東市にある、オルゴールをテーマにした博物館である。

2023年9月18日に閉館された。なお閉館後も通販サイトは2023年現在継続している。

## 展示内容
オルゴール、自動演奏楽器、蓄音機などを約130点を展示し、コンサートや手作り体験などを行っている。トルーマンなどの米国大統領が使ったピアノが置かれ、条件を満たせば演奏も可能。

また、中庭があり、ウィンドチャイムが楽しめる。

## 利用情報
- アクセス:伊豆急行線・伊豆高原駅やまも口から徒歩6分。
- 入館料:大人900円、子供450円、幼稚園児以下無料。(障害者割引あり[4]。また、伊豆高原駅の伊豆ぽたステーション内の券売機では100円引き。)
- 休館日:原則水・木曜日。ゴールデンウィークなど例外的に開館することがある。